# Banwa (tỉnh)
Banwa là một trong 45 tỉnh của Burkina Faso,   and is in Boucle du Mouhoun Region. The capital of Banwa is Solenzo. Dân số năm 2006 là 267, 934. Đây là một tỉnh nông nghiệp với 255, 337 trong tổng số dân sống ở nông thôn, chỉ có 12.597 người sinh sống ở thành thị. Có 131.100 nam giới và 136.834 nữ giới.
Banwa được chia thành 6 tổng:
| Tổng           | Thủ phủ | Dân số (Điều tra dân số năm 2006) |
| -------------- | ------- | --------------------------------- |
| Balavé (tổng)  | Balavé  | 16.412                            |
| Kouka (tổng)   | Kouka   | 59.588                            |
| Sami (tổng)    | Sami    | 8.684                             |
| Sanaba (tổng)  | Sanaba  | 34.166                            |
| Solenzo (tổng) | Solenzo | 118.424                           |
| Tansila (tổng) | Tansila | 30.660                            |